# 4. Golden Globe-gála
A 4. Golden Globe-gálára 1947. február 26-án került sor, az 1946-ban mozikba került amerikai filmeket díjazó rendezvényt a los angelesi Hollywood Roosevelt Hotelben tartották meg.

## Filmes díjak
A nyertesek félkövérrel jelölve.
- Legjobb film: Életünk legszebb évei
- Legjobb férfi főszereplő: Gregory Peck - Az őzgida
- Legjobb női főszereplő: Rosalind Russell - Sister Kenny
- Legjobb férfi mellékszereplő: Clifton Webb - A borotva éle
- Legjobb női mellékszereplő: Anne Baxter - A borotva éle
- Legjobb rendező: Frank Capra - Az élet csodaszép
- Legjobb film a nemzeti összefogásban: Utolsó pillanat
- Különleges díj: Harold Russell - Életünk legszebb évei

## Fordítás
Ez a szócikk részben vagy egészben  a(z)   4th Golden Globe Awards című angol Wikipédia-szócikk fordításán alapul.  Az eredeti cikk szerkesztőit annak laptörténete sorolja fel. Ez a jelzés csupán a megfogalmazás eredetét és a szerzői jogokat jelzi, nem szolgál a cikkben szereplő információk forrásmegjelöléseként.